# Televizní věž v Rijádu
Televizní věž v Rijádu (arabsky برج التلفزيون) je 170 metrů vysoká televizní věž v Rijádu, Saúdské Arábii. Nachází se na pozemcích saúdskoarabského ministerstva informací. Byla postavena v roce 1978.